# Horreum Margi
Horreum Margi fou una ciutat de Mèsia, a la riba del riu Margus. L'Itinerari d'Antoní diu que la Legió XIV Gèmina hi era estacionada i Notitia Imperii esmenta la Legió XIII Gèmina. La ciutat apareix amb els noms Oromagus, Arthemarchos i Orrea; els otomans l'anomenaren Morawa Hissar i és la moderna Ćuprija (Ћуприја) a Sèrbia.